# Rafael Sánchez Ferlosio
Rafael Sánchez Ferlosio, född 4 december 1927 i Rom i Italien, död 1 april 2019 i Madrid, var en spansk författare.
Han blev mycket uppmärksammad för romanen El Jarama (1955) och framstod som en av de ledande författarna i sin generation men var sedan helt tyst som skribent under Franco-regimen. Han återkom 1986 med den egenartade romanen El testimonio de Yarfoz och har därefter mestadels skrivit essäer.
2004 tilldelades han Cervantespriset, det förnämsta litterära priset för spanskspråkiga författare.